# Marian Wright Edelman
Marian Wright Edelman, née le 6 juin 1939 à Bennettsville, en Caroline du Sud est une essayiste et militante américaine des droits civiques et plus spécialement des droits de l'enfant. Comme avocate, elle s'est consacrée aux Américains défavorisés durant toute sa vie professionnelle. Elle est la présidente émérite et la fondatrice du Children's Defense Fund (en) (CDF) créé en 1973. Sous sa direction,  le CDF a incarné, notamment, la voix des enfants en situation de handicap et des familles vivant dans la pauvreté.

## Biographie

### Jeunesse et formation
Marian Wright est la plus jeune des cinq enfants du révérend Arthur Jerome Wright (un pasteur baptiste) et de Maggie Leola (Bowen) Wright,. En 1953, son père meurt alors qu’elle n’a que 14 ans, lui adressant dans ses dernières paroles : « Ne laisse rien entraver ton éducation ».
Après ses études secondaires à la Marlboro Training High School, elle est admise au Spelman College (en) d'Atlanta en Géorgie, elle obtient en 1960 le Bachelor of Arts (licence), le Spelman College lui attribue une bourse Spelman College Merrill, qui lui permet d'accomplir des séjours universitaires à Paris, en Suisse et en Union soviétique,.  À son retour, elle s'implique dans le mouvement des droits civiques, et après avoir été arrêté pour son militantisme, elle décide d'étudier le droit et se présente à  l'École de droit de Yale, dépendant de l'Université Yale où elle est admise, et soutient avec succès son Juris Doctor (doctorat en droit) en 1963,,. Elle y partage sa chambre avec une étudiante Hillary Diane Rodham, future Hillary Clinton et avec Janet Hill, future mère du joueur de basket-ball Grant Hill[Quoi ?].

### Carrière
Marian Wright Edelman est la première femme afro-américaine admise au barreau du Mississippi. Elle commence à pratiquer le droit pour le NAACP Legal Defense and Educational Fund (en), toujours dans le delta du Mississippi, travaillant sur les questions de la justice raciale et représentant les militants au cours du Freedom Summer de 1964.
Marian Wright Edelman déménage en 1968 à Washington, où elle poursuit son travail et contribue aux campagnes de Martin Luther King et de la Southern Christian Leadership Conference. Elle fonde le Washington Research Project, un cabinet d'avocats d'intérêt public et s’implique également dans les questions relatives au développement de la petite enfance et des enfants.
En 1973, elle fonde le Children's Defense Fund (CDF), comme une voix pour les enfants pauvres, les enfants de couleur, et les enfants handicapés. L'organisation sert de centre de défense, de documentation et de recherche pour les questions relatives aux enfants, ainsi que sur les solutions possibles d’aide aux enfants dans le besoin. En tant que fondatrice, leader et principal porte-parole du CDF, elle s’emploie à persuader le Congrès américain d’améliorer l’aide sociale et les soins des enfants défavorisés, handicapés, sans-abri, maltraités ou négligés,. Comme elle l'exprime: «Si vous n'aimez pas la façon dont le monde est, vous avez l'obligation de le changer. Il suffit de procéder étape par étape ».
Elle continue de préconiser le contrôle des naissances, le financement de la garde d'enfants, les soins prénatals, une plus grande responsabilité des parents dans l'enseignement des valeurs et la réduction de l'exposition des enfants aux images violentes transmises par les médias. Marian Wright Edelman est membre du conseil de la Fondation Robin Hood basé à New York, un organisme de bienfaisance voué à l'élimination de la pauvreté.

### Vie privée
Lors d'une tournée de Robert Kennedy et de Joseph Clark dans les bidonvilles du Mississippi en 1967, elle rencontre Peter Edelman (en), un assistant de Kennedy. Ils se marient le 14 juillet 1968 en Virginie. C'est le premier mariage d'un blanc et d'une afro-américaine dans cet État du sud des États-Unis. La cérémonie est présidée par William Sloane Coffin, pasteur et militant pour la paix, et par l'ancien juge de la Cour suprême Arthur Goldberg, dont Peter Edelman avait été stagiaire. Peter Edelman deviendra ensuite professeur de droit à l’université de Georgetown. Ils ont eu trois enfants : Joshua Robert, Jonah Martin, Ezra Benjamin,.

## Prix et distinctions (sélection)
- 1970 : lauréate du Louise Waterman Wise Award[17],
- 1982 : lauréate du Prix Candice[18]
- 1985 : récipiendaire d'une bourse MacArthur[19],
- 1985 : récipiendaire de la  Barnard Medal of Distinction[20],
- 1986 : Doctor of Laws, honoris causa Bates College,
- 1987 : lauréate du prix James-Bryant-Conant,
- 1988 : lauréate de l'Albert Schweitzer Prize for Humanitarianism (en)[21],
- 1990 : lauréate du Prix Gandhi pour la paix [22],
- 1990 : lauréate du Prix Thomas Merton[23],
- 1992 : lauréate du Lillian Smith Book Award (en) pour son livre  The Measure of Our Success[24],
- 1993 : cérémonie d'entrée au National Women's Hall of Fame[25],
- 1996 : lauréate du Heinz Awards[26],
- 2000 : récipiendaire de la médaille présidentielle de la Liberté décernée par le Président Bill Clinton[2].
- 2000 : inscription sur la liste des Library of Congress Living Legend (en)[27]
- 2007 : cérémonie d'inscription sur l'International Civil Rights Walk of Fame (en) d'Atlanta[28],[29],
- 2017 : lauréate de l'Inamori Ethics Prize décerné par l'Inamori International Center for Ethics and Excellence de l'Université Case Western Reserve à Cleveland dans l'Ohio[30]
- 2017 : Docteur honoris causa  de l'université d'État de l'Ohio en lettres humaines, le 17 décembre 2017[31]

## Œuvres

### Essais
- Portrait of Inequality, Washington, D.C., Children's Defense Fund, 1980, 116 p. (ISBN 978-0-938008-00-2), avec la collaboration de Paul V.Smith.
- Families in Peril : An Agenda for Social Change, Cambridge, Harvard University Press, 1er mars 1989 (1re éd. 1986), 152 p. (ISBN 978-0-674-29229-1, lire en ligne).
- The Measure of Our Success : Letter to My Children and Yours, Harper Perennial, 12 mars 1992, 112 p. (ISBN 978-0-06-097546-3).
- The State of America's Children Yearbook 1995 : A Report from the Children's Defense Fund, Beacon Press, 1er janvier 2001 (1re éd. 1995), 128 p. (ISBN 978-0-8070-4125-3)
- Guide My Feet, Boston, Beacon Press, 31 octobre 1995, 240 p. (ISBN 978-0-8070-2308-2).
- Stand for Children, New York, Hyperion Books for Children, 15 mai 1998, 32 p. (ISBN 978-0-7868-0365-1),
- Lanterns : A Memoir of Mentors, Boston, Harper Perennial, 5 septembre 2000 (1re éd. 1999), 224 p. (ISBN 978-0-06-095859-6).
- I'm Your Child, God : Prayers for Children and Teenagers (ill. Bryan Collier), New York, Hyperion, 1er octobre 2002, 112 p. (ISBN 978-0-7868-0597-6).
- I Can Make a Difference : A Treasury to Inspire Our Children, New York, HarperCollins, 1er novembre 2005, 112 p. (ISBN 978-0-06-028051-2).
- The Sea Is so Wide and My Boat Is so Small : Charting a Course for the Next Generation, Hachette Books, 23 septembre 2008, 176 p. (ISBN 978-1-4013-2333-2).
- Picturing Children, GILES, 5 juillet 2016, 64 p. (ISBN 978-1-907804-75-5),

### Articles dans des revues (sélection)
- (en-US) « Winson and Dovie Hudson's Dream », Harvard Education Review,‎ hiver 1975[32],
- (en-US) « Children at Risk », Proceedings of the Academy of Political Science, Vol. 37, No. 2,,‎ 1989, p. 20-30 (lire en ligne),
- (en-US) « Invest in Our Young-Or Else », Human Rights, Vol. 16, No. 2,,‎ été 1989, p. 46-48 (lire en ligne),
- (en-US) « Children's Defense Fund Responds », Journal of College Science Teaching, Vol. 19, No. 6,‎ mai 1990, p. 325 (lire en ligne),
- (en-US) « The Richard A. F. Penrose, Jr., Memorial Lecture. The Plight of Our Children: Invest Now or Pay Later », Proceedings of the American Philosophical Society, Vol. 141, No. 1,‎ mars 1997, p. 1-12 (lire en ligne),
- (en-US) « Spelman College: A Safe Haven for a Young Black Woman », The Journal of Blacks in Higher Education, No. 27,‎ printemps 2000, p. 118-123 (lire en ligne),
- (en-US) Marian Wright Edelman & James M. Jones, « Separate and Unequal: America's Children, Race, and Poverty », The Future of Children, Vol. 14, No. 2,,‎ été 2004, p. 134-137 (lire en ligne),